# Чарлстон (Западная Виргиния)
Ча́рлстон (англ. Charleston) — административный центр американского штата Западная Виргиния и округа Канова, а также самый населенный город штата. В 2010 году население города составляло 51,4 тыс. человек, вместе с пригородами — 304,2 тыс.

## История

### От основания города до Гражданской войны в США
История Чарлстона восходит к XVIII веку. После завершения Войны за независимость американские поселенцы начали продвижение от Атлантического океана на запад. В 1773 году Томас Буллит получил 1250 акров (5 км²) земли в устье Лосиной реки. Поместье было унаследовано его братом, Катбертом Буллитом, после смерти Томаса в 1782 году, и продано полковнику Джорджу Кленденину в 1786. Первое постоянное поселение, Форт-Ли, было построено в 1787 году Кленденином и его ротой Виргинских рейнджеров. Посёлок находился у сегодняшнего пересечения Брукс-стрит и бульвара Канова. Считается, что Чарлзтаун назван в честь отца полковника Кленденина, Чарльза. Название Чарлзтаун было позже сокращено в Чарлстон, чтобы избежать путаницы с ещё одним Чарлзтауном в восточной части Западной Виргинии, который был назван в честь другого Чарльза, брата Джорджа Вашингтона.
Шесть лет спустя Генеральная Ассамблея Виргинии официально признала Чарлстон городом. На 40 акрах (160 000 м²) городской территории в 1794 году, стояло 7 домов и проживало 35 человек.
В начале XIX века вдоль реки Канова были обнаружены месторождения соли, первая соляная скважина была пробурена в 1806 году. Это послужило толчком для бурного экономического роста района. В 1808 году в день добывалось до 1250 фунтов соли. Территория, прилегающая к Чарлстону, была крупнейшим производителем соли в мире.
В 1815 году в ходе бурения солевой скважины было обнаружено месторождение природного газа (недалеко от того места, где сейчас размещается капитолий штата). В 1817 году в окрестностях города были открыты месторождения угля. Добыча соли пришла в упадок после 1861 года, временно возродившись в годы Первой мировой войны, когда массированное применение воюющими сторонами химического оружия резко повысило спрос на хлор (добывавшийся из соли).
Город продолжал расти вплоть до гражданской войны, начавшейся в 1861 году. Штат Виргиния вышел из состава США, и симпатии чарлстонцев разделились между Союзом и Конфедерацией. 13 сентября 1862 года армии южан и северян встретились в Битве при Чарлстоне. Хотя конфедераты одержали победу, сильная нехватка войск на других фронтах не позволила им выделить силы для дальнейшей обороны города. Союзные войска вернулись через шесть недель и остались в Чарлстоне до конца войны.

### От создания Западной Виргинии до наших дней
Оккупация северянами Чарлстона и почти всей западной части Виргинии создали ещё большую проблему. Виргиния уже отделилась от Союза, но западная часть находилась под его контролем. На фоне неудач первых лет войны, администрация Линкольна нуждалась в ярких пропагандистских ходах. Так Западная Виргиния стала единственным штатом, получившим свой статус указом президента, без прохождения необходимых процедур. 20 июня 1863 года Западная Виргиния стала 35-м штатом в составе США.
Сформировать дееспособный аппарат управления новым штатом оказалось сложнее, чем подписать указ о его создании. В течение нескольких лет администрация Западной Виргинии периодически путешествовала между Уилингом и Чарлстоном. Только в 1877 году на референдуме большинство жителей штата высказались за то, чтобы постоянной столицей стал Чарлстон. Восемь лет спустя в городе был построен капитолий штата (впоследствии дважды, в 1921 и 1927, сгоравший дотла).
Благодаря новому столичному статусу, наличию угля и природного газа, а также роли железнодорожного узла в начале XX века Чарлстон переживал период бурного экономического роста, продлившийся до начала 1960-х. Особенно активно развивалась химическая промышленность, в годы Второй мировой войны город стал крупнейшим центром производства синтетического каучука в США. Значительная часть существующих сегодня офисных зданий была построена в те годы.
В тот же период был построен городской аэропорт, пожалуй, одно из самых впечатляющих инженерных достижений своего времени. Оконченное в 1947 году, строительство потребовало очистки 360 акров (1,5 км²) на трех вершинах гор, было перемещено около девяти миллионов кубометров породы.
С середины 1960-х город вступил в полосу упадка. Закрывались промышленные предприятия, пустели офисные здания, белое население переезжало в пригороды, центральные районы превращались в чёрные гетто, грязные и опасные. К середине 1980-х деловой центр Чарлстона представлял собой «город-призрак».
Изменения к лучшему начались в 1990-х. Стали воплощаться в жизнь многочисленные программы по оживлению делового центра, открываются новые офисы и дорогие магазины, приводятся в порядок ранее заброшенные районы. Чарлстон проводит множество музыкальных и спортивных фестивалей в течение года, что привлекает в город массы туристов.

## География
Город расположен у слияния рек Элк и Канова на высоте 182 метра над уровнем моря (высота центра города, из-за гористого рельефа высоты различных районов города колеблются от 175 до 310 метров). Согласно данным бюро статистики США, город занимает общую площадь 85 км², из которых 82 км² приходится на сушу и 2.8 км² — на водные ресурсы. Всего 3,36 % общей площади города занято водой.

### Климат
Чарлстон расположен на северной границе зоны субтропического океанического климата и имеет четыре выраженных сезона. Климат города обычно теплее остальной Западной Виргинии, причина в нахождении Чарлстона к западу от основных высокогорий штата и сравнительно низкой высоте над уровнем моря. Весна в городе очень непредсказуемый сезон, приходит в Чарлстон в конце марта — начале апреля. С начала марта до начала мая температура воздуха может значительно меняться, так день ото дня разница температур может достигать 11 °C. К концу мая уже заметно теплеет и погода в отдельные дни напоминает летнюю. Лето в городе жаркое и влажное, дневная температура, превышающая 32 °C держится в среднем 20 дней, временами достигая 35 °C в сочетании с высокой влажностью. Осенью ночи в Чарлстоне становятся значительно прохладнее, но ближе ко второй половине дня тепло возвращается. Зимы в городе заметно отличаются от зим в других районах Западной Виргинии. Зимы в Чарлстоне мягкие, но все ещё прохладные, со средней температурой января 1,3 °C, временами температура повышается до 10 °C или, что намного реже, падает до −18 °C. Снегопады в городе возможны с конца ноября до начала апреля, но наиболее сильные они в январе и феврале. Хотя даже в сильнейшие метели, снега редко выпадет больше 25 см. Осадки в Чарлстоне выпадают, за исключением октября, достаточно обильно в течение всего года, число дней с умеренным количеством осадков превышает 150 в год. Грозы чаще отмечаются в городе начиная с поздней весны и на протяжении всего лета, но иногда они могут быть весьма серьезными, изредка формируя торнадо. Большая часть осадков зимой выпадает в виде постоянно моросящих дождей.
Абсолютный минимум температуры зарегистрирован в декабре 1917 года и составил −27.2 °C, а абсолютный максимум достигал отметки 42,2 °C в августе 1918 года и в июле 1931 года.
- Среднегодовая температура — +13,1 C°
- Среднегодовая скорость ветра — 1,9 м/с
- Среднегодовая влажность воздуха — 72 %

| Показатель                    | Янв.  | Фев.  | Март  | Апр. | Май  | Июнь | Июль | Авг. | Сен. | Окт. | Нояб. | Дек.  | Год   |
| ----------------------------- | ----- | ----- | ----- | ---- | ---- | ---- | ---- | ---- | ---- | ---- | ----- | ----- | ----- |
| Абсолютный максимум, °C       | 27,2  | 26,7  | 33,3  | 35,6 | 36,7 | 40,6 | 42,2 | 42,2 | 40,0 | 35,6 | 30,6  | 26,7  | 42,2  |
| Средний суточный максимум, °C | 5,8   | 8,1   | 13,4  | 19,8 | 23,8 | 27,9 | 29,6 | 29,0 | 25,4 | 19,8 | 13,9  | 7,6   | 18,7  |
| Средняя температура, °C       | 1,3   | 3,2   | 7,7   | 13,4 | 17,6 | 22,2 | 24,1 | 23,5 | 19,6 | 13,6 | 8,3   | 3,0   | 13,1  |
| Средний суточный минимум, °C  | −3,2  | −1,8  | 1,9   | 6,9  | 11,5 | 16,4 | 18,7 | 18,1 | 13,8 | 7,4  | 2,7   | −1,6  | 7,6   |
| Абсолютный минимум, °C        | −26,7 | −24,4 | −20,6 | −7,8 | −3,3 | 0,6  | 7,8  | 5,0  | 0,0  | −8,3 | −14,4 | −27,2 | −27,2 |
| Норма осадков, мм             | 76    | 81    | 99    | 82   | 122  | 109  | 126  | 95   | 83   | 68   | 95    | 83    | 1119  |
| Источник: Погода и климат     |       |       |       |      |      |      |      |      |      |      |       |       |       |

## Население
Согласно переписи населения в 2010 году, в городе проживало 51 400 человек, было 23 453 домашних хозяйства и 12 587 семьи.
Расовый состав населения:
- белые — 78,4 %
- афроамериканцы — 15,5 %
- азиаты — 2,3 %
- латиноамериканцы — 1,4 %

Примерно по 1/10 горожан относятся к американцам немецкого, английского или ирландского происхождения.
Среднегодовой доход на душу населения составлял 26 017 долларов (данные 2000 года). Средний возраст горожан — 41,7 года. Уровень преступности высокий, в 2,8 раза превышает среднеамериканский показатель и более чем в 3 раза — показатель штата.
Ниже приводится динамика численности населения города.

## Экономика
Ещё в середине XX века Чарлстон был крупным центром химической промышленности (в частности, в городе размещался крупнейший в США завод по производству синтетического каучука). С тех пор большая часть промышленных предприятий закрылась, население города сократилось почти вдвое и продолжает падать, а большую часть рабочих мест обеспечивают сектор государственного управления и сфера услуг.

## Транспорт
Город обслуживается крупнейшим (264,8 тыс. пассажиров в 2010 году) в Западной Виргинии аэропортом им. Йегера (IATA: CRW, ICAO: KCRW), расположенным в 6 километрах к востоку от делового центра. Из аэропорта выполняются регулярные рейсы в Нью-Йорк, Атланту, Вашингтон, Чикаго, Хьюстон и Шарлотт.
В Чарлстоне имеется железнодорожная станция компании Amtrak, через которую трижды в неделю проходит поезд Нью-Йорк — Чикаго.
Основные автомобильные дороги, проходящие через город: межштатные шоссе I-64 и I-79, а также скоростные дороги US 60 и US 119.
Общественный транспорт в Чарлстоне и окрестностях представлен 22 автобусными маршрутами под управлением организации Kanawha Valley Regional Transportation Authority.

## Интересные факты
По версии журнала Men’s Health, жители города Чарльстон самые неудачливые.

## Города-побратимы
- Словакия: Банска-Бистрица